# Vasotrema robustum
Vasotrema robustum är en plattmaskart. Vasotrema robustum ingår i släktet Vasotrema och familjen Spirorchiidae. Inga underarter finns listade i Catalogue of Life.